# Лев I Макелла
Лев I Макелла (или Лев Фракиец, Лев Великий, греч. Λέων A′; лат. Flavius Valerius Leo Augustus 401—18 января 474) — император Восточной Римской империи, правивший с 457 по 474 год. 
Имел в народе второе прозвище — «Мясник» (по двум причинам: из-за того, что якобы был когда-то торговцем мясом, а также из-за своей жестокости).

## Ранние годы
Лев Макелла родился во Фракии или в Дакии. Иоанн Малала считал, что он был бесского происхождения. Поговаривали, что в молодости он был простым мясником, и в столице долгое время показывали желающим лавочку, в которой Лев торговал мясом со своей женой Вериной. Лев служил в римской армии, дослужившись до звания комеса.

## Правление
Когда умер император Маркиан, полководцы Аспар и Ардавурий (отец и сын) возвели Льва на византийский престол. 
Лев I был последним из императоров, возведенных на престол Аспаром — главнокомандующим византийской армии, который считал, что Лев будет марионеткой в его руках. Однако вместо этого Лев стал всё более дистанцироваться от своего покровителя и в результате организовал его убийство.

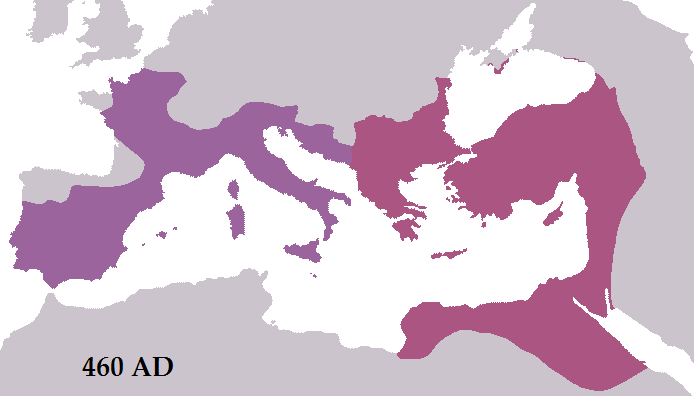
Римская империя к 460 году

Для того, чтобы придать больше легитимности правлению нового императора, человека низкого происхождения, было решено, чтобы венец на его голову возлагал сам константинопольский патриарх, и 7 февраля 457 года Льва венчал на царство константинопольский патриарх Анатолий. Лев I стал первым императором, которого венчал на царство глава церкви; впоследствии этот обряд стал обязательным не только в Константинополе, но и во всём христианском мире.
В 463 году между Львом и Аспаром произошёл серьёзный разлад. Лев призвал к себе на помощь исаврийских федератов и приблизил к себе их полководца, некоего Тарасикодиссу Русумвладеота, которому он дал имя «Зенон» и выдал за него свою дочь Ариадну, назначив его начальником императорской гвардии..
Ардавурий решил подчинить себе исавров, желая подорвать власть императора. Но план его был раскрыт, и Лев приказал убить Аспара и его сыновей (Ардавурия в том числе). Сам Зенон был назначен полководцем Востока. Однако подданные Льва недолюбливали Зенона и были настроены против него. 
Лев переоценил свои возможности и сделал несколько ошибок, которые усугубили ситуацию в империи. Балканы были разорены остготами, возобновились набеги гуннов. 
По свидетельству историка V века Малха Филадельфийца:
Римский царь Лев Макелла был счастливейшим из бывших до него царей. Он был грозен как своим подвластным, так и самим варварам, до которых дошёл слух о нём; такова слава, которую он оставил в массе людей. Но я не думаю, чтоб это было счастье — похищать имения у подвластных, вечно содержать доносчиков по данному предмету, в случае недостатка других доносчиков быть самому обвинителем, собирать золото со всех концов земли и копить его у себя, лишая города прежнего их благосостояния, так, что они уже не способны вносить налоги, которые прежде платили.

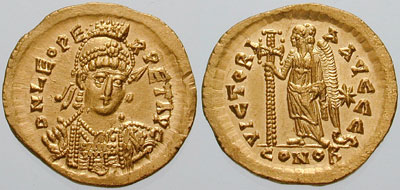
Солид Льва I

В 467 году благодаря помощи Льва и Рицимера, Антемий сумел взять власть в Западной империи.
Лев организовал экспедицию против вандалов в 468 году, но она потерпела поражение из-за высокомерия его шурина Василиска. Эта катастрофа обескровила империю — она обошлась в 130 000 фунтов золота и 700 фунтов серебра и стоила больших человеческих жертв. После этого поражения вандалы атаковали греческие берега, пока не было подписано мирное соглашение между Львом и Гейзерихом.
Умирая, Лев провозгласил императором своего внука, сына Зенона и Ариадны, Льва II.
Лев умер от дизентерии в возрасте 73 лет 18 января 474 года.
Церковь прославила императора Льва Великого в лике исповедников (память 20 января (2 февраля)).

## Семья
Лев и Верина имели троих детей. Их старшая дочь Ариадна родилась до смерти императора Маркиана . Младшая сестра Ариадны Леонтия была обручена с Юлием Патрицием, сыном Аспара, но их помолвка была аннулирована после убийства Аспара в 471 году. После этого Леонтия была выдана за Маркиана, сына императора Антемия. Маркиан и Леонтия были сосланы в Исаврию после провала их восстания против императора Зенона .